# Erica capensis
Erica capensis är en ljungväxtart som beskrevs av Salter. Erica capensis ingår i släktet klockljungssläktet, och familjen ljungväxter. Inga underarter finns listade i Catalogue of Life.

## Bildgalleri

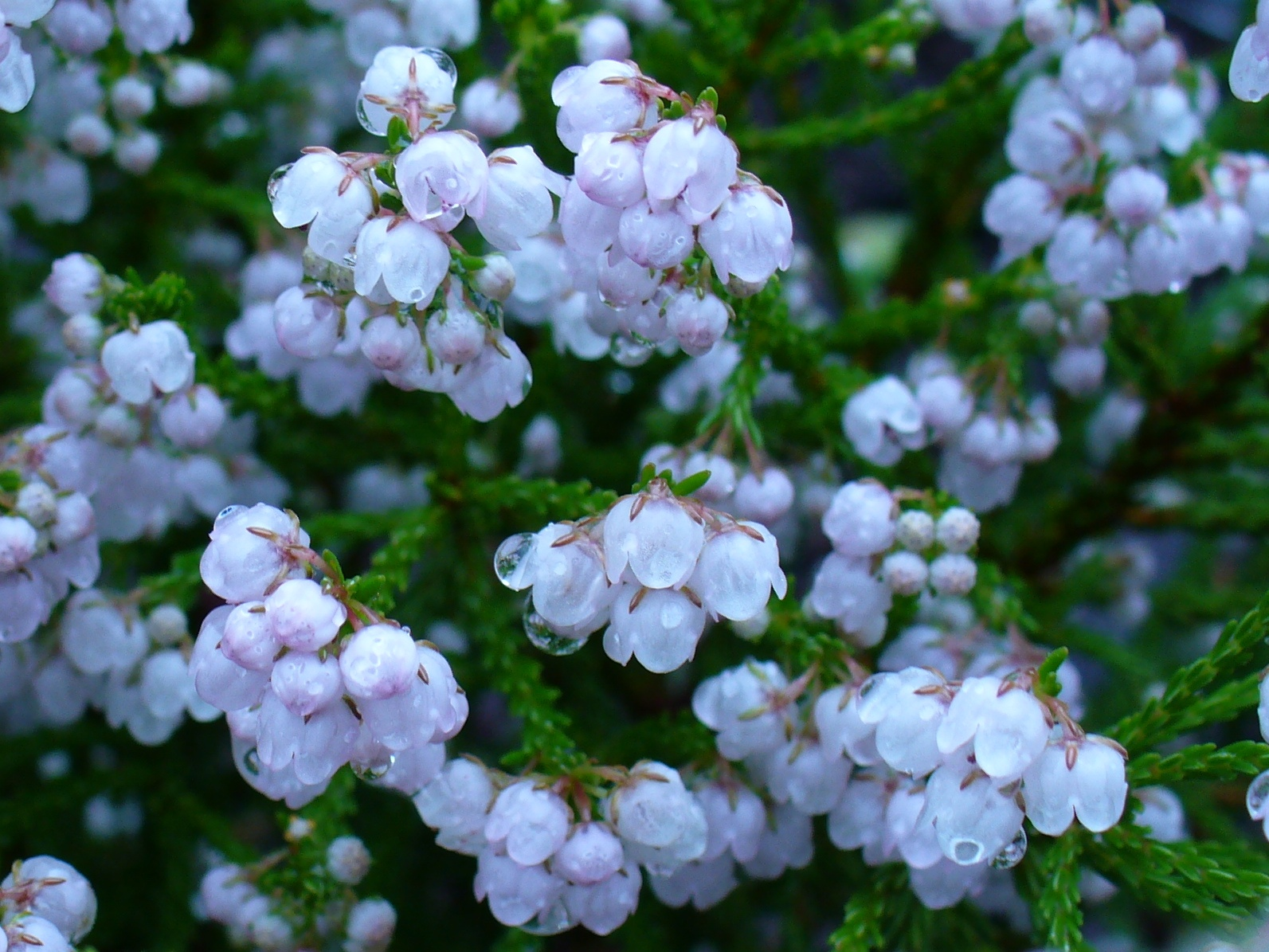
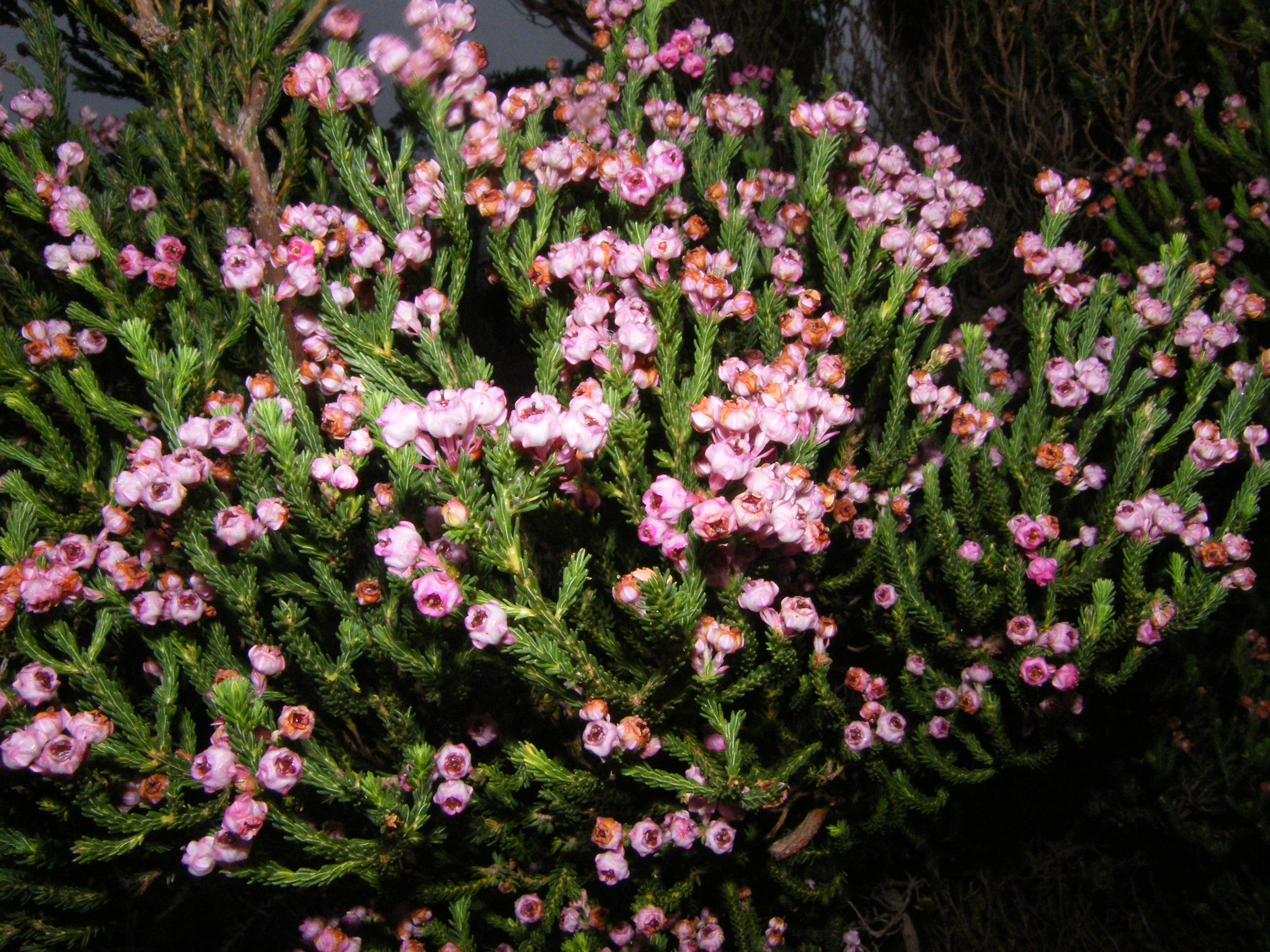
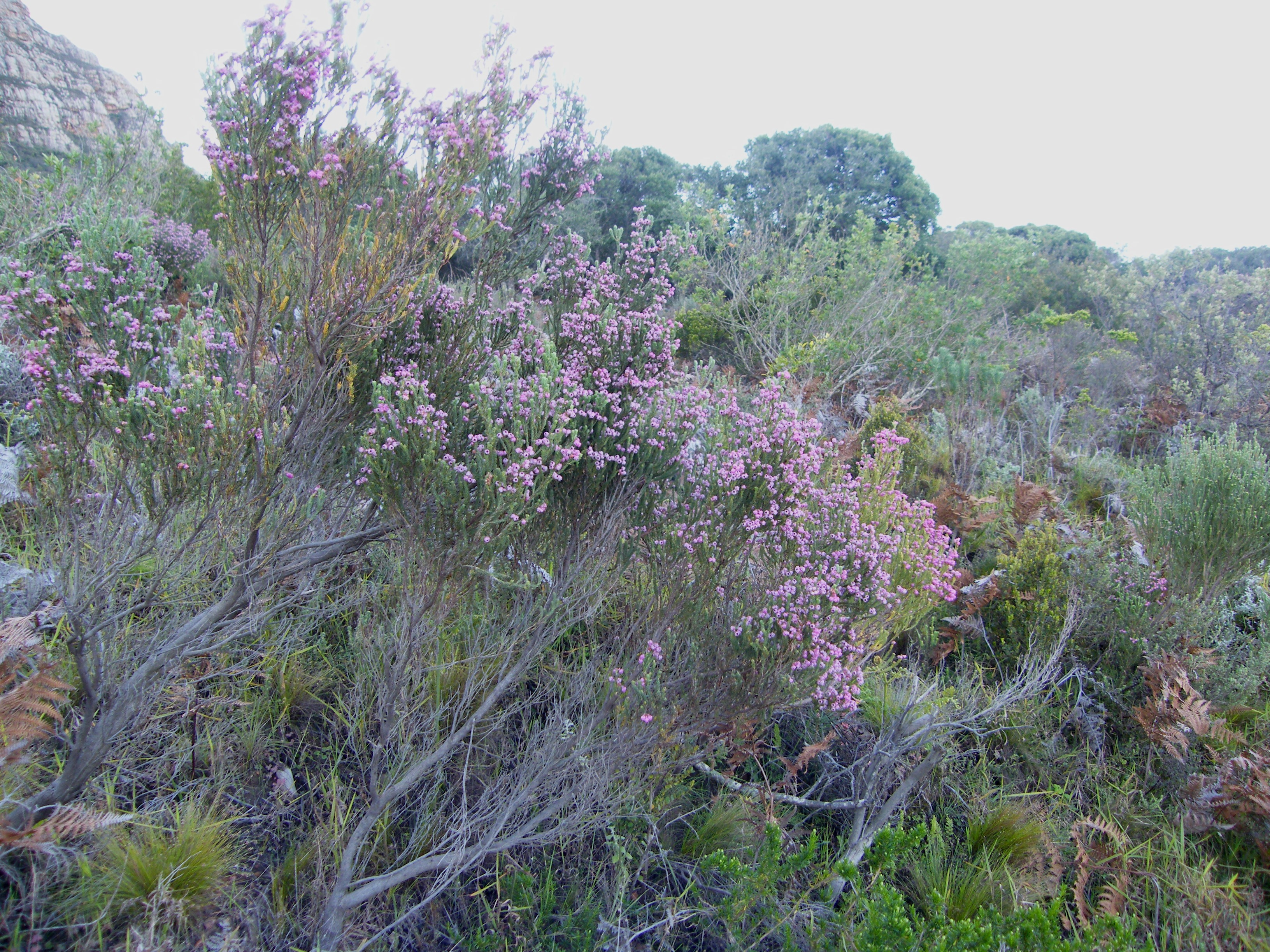